# شوجو تسوباكي
الغلاف لإصدار الياباني لعام 2003
少女椿 (شوجو تسوباكي)
النوع: إيرو غورو (Ero guro)

### المانغا
الاسم الإنجليزي: عرض السيد أراشي المدهش للمسوخ
المؤلف: سويهيرو مارو (Suehiro Maruo)
الناشر: سيريندو (Seirindō)
الناشر الإنجليزي:
أمريكا الشمالية: بلاست بوكس (Blast Books)
المجلة: غارو (Garo)
الفئة العمرية: سينين (Seinen)
تاريخ النشر الأصلي: من أغسطس 1983 إلى يوليو 1984
عدد المجلدات: 1

### فيلم الأنمي
الاسم: ميدوري: الفتاة في عرض المسوخ
الإخراج: هيروشي هارادا (Hiroshi Harada)
الإنتاج: هيروشي هارادا
الكتابة: هيروشي هارادا
الموسيقى: ج. أ. سيزار (J. A. Seazer)
الاستوديو: ميبّي إيغا كيريوكان (Mippei Eiga Kiryūkan)
تاريخ الإصدار: 2 مايو 1992
مدة العرض: من 47 إلى 56 دقيقة

### فيلم حي (Live-action)
الاسم: ميدوري: فتاة الكاميليا
الإخراج: توريكو (Torico)
الإنتاج: ماساهيرو تاشيرو (Masahiro Tashiro)
الكتابة: توريكو
الموسيقى:
- هيتومي كوروئيشي (Hitomi Kuroishi)
- شاران-بو-رانتان (Charan-Po-Rantan) الاستوديو: لينك رايتس (Link Rights) تاريخ الإصدار: 21 مايو 2016

"شوجو تسوباكي" (少女椿) هو مانغا ياباني من نوع "إيرو غورو" كتبه ورسمه سويهيرو مارو. نُشر في مجلة "غارو" بين أغسطس 1983 ويوليو 1984، ثم جُمع في مجلد واحد في سبتمبر 1984 بواسطة دار "سيريندو". القصة هي إعادة تصور لمسرحية "كاميشيباي" من فترة "شوا" تحمل نفس الاسم، وتدور حول فتاة صغيرة تُدعى ميدوري تُخدع للعمل في سيرك استعراضي قاسٍ
تم نشر إصدارات منقحة من المانجا بواسطة Seirindō في عام 1999 وSeirin Kogeisha في عام 2003، ونشرت Blast Books ترجمة إنجليزية في عام 1993 تحت عنوان Mr. Arashi's Amazing Freak Show . تم تحويل المانجا إلى فيلم أنمي من إخراج هيروشي هارادا في عام 1992، وتم إصداره باللغة الإنجليزية تحت عنوان Midori: The Girl in the Freak Show . تم إصدار فيلم مقتبس عن الرواية من تأليف توريكو بعنوان Midori: The Camellia Girl في عام 2016.
تعتبر Shōjo Tsubaki من كلاسيكيات مانجا ero guro المستوحاة من عشرينيات القرن العشرين، وتظل واحدة من أكثر المانجا شهرة في نوعها. اشتهر فيلم الأنمي بمحتواه الرسومي وعروضه المعقدة. يتضمن الفيلم الواقعي أجزاء متحركة وقصة موسعة تحتوي على عناصر من فيلم kamishibai الأصلي.

## حبكة
ولدت ميدوري في عائلة فقيرة عام 1938، وهي فتاة صغيرة تعيش مع والدتها طريحة الفراش بعد أن تخلى عنها والدها. لكي تتمكن من تلبية احتياجاتها، تترك ميدوري المدرسة وتبدأ في بيع زهور الكاميليا في المدينة، حيث تلتقي برجل يخبرها أنه إذا كانت في ورطة، فيمكنها أن تأتي لزيارته. عند عودتها إلى المنزل، وجدت ميدوري والدتها ميتة وأكلتها الفئران جزئيًا. الآن أصبحت ميدوري يتيمة، فقررت البحث عن الرجل الذي وعدها بمساعدتها.
يتبين أن عنوان الرجل هو سيرك القطة الحمراء، وهو عرض غريب حيث تُجبر ميدوري على العمل كخادمة للمؤدين المشوهين الذين يسيئون معاملتها ويعتدون عليها جنسياً. تحلم ميدوري بالهروب، لكن ليس لديها مكان آخر تذهب إليه وتصبح يائسة. تبدأ القطة الحمراء بخسارة الأموال ويقوم مالكها السيد أراشي بتعيين ماساميتسو وهو رجل كبير السن يعاني من التقزم ويتقن السحر الغربي . يبدي ماساميتسو إعجابه بميدوري على الفور ويحولها إلى مساعدته وحبيبته، ويستخدم سحره لحمايتها من إساءة فرقة السيرك.
يصبح عرض ماساميتسو ناجحًا، لكن علاقته مع ميدوري تتحول إلى علاقة سيطرة وإساءة. وهي تشهد استخدامه لسحره لقتل أحد الممثلين المنافسين، ويمنعها بعنف من بدء حياة جديدة كممثلة. بعد القتال مع ميدوري، تخرج قوى ماساميتسو عن السيطرة أثناء العرض وتتسبب مؤقتًا في تشويه جميع أفراد الجمهور بشكل غريب، مما دفع الشرطة إلى إغلاق القط الأحمر. يهرب أراشي بأموال السيرك، تاركًا المؤدين لأجهزتهم الخاصة.
يعتذر ماساميتسو إلى ميدوري ويطلب منها أن تبدأ من جديد. يغادرون أعضاء الفرقة، الذين أصبحوا أصدقاء لميدوري. يطلب ماساميتسو من ميدوري أن تنتظره في محطة الحافلات بينما يشتري لها الطعام، ولكن في طريقه، يتم طعنه حتى الموت على يد لص. تصبح ميدوري يائسة وتحاول العثور على ماساميتسو، وتعتقد في النهاية أنه تخلى عنها. تبدأ بالهلوسة بأن فرقة السيرك ووالديها يسخرون منها، فتهاجم الهلوسة حتى تختفي. وحدها، تبكي ميدوري في يأس.

## الشخصيات
- ميدوري: فتاة صغيرة تصبح بائعة زهور الكاميليا لدعم والدتها. بعد أن تصبح يتيمة، يخدعها أراشي للعمل في عرض المسوخ حيث تتعرض للإساءة من قبل المؤدين. تحلم بالهروب من السيرك وتصبح ممثلة، وتجد العزاء في ماساميتسو وسحره. في الفيلم الحي، تُمنح لقب "هانامورا" وتصبح لفترة وجيزة ممثلة مشهورة.
- ماساميتسو: ساحر في منتصف العمر ماهر في السحر الغربي. يتضمن عرضه الرئيسي دخوله داخل زجاجة صغيرة، مما يجذب الجماهير. لديه انجذاب بيدوفيلي نحو ميدوري ويجعلها مساعدته في العرض. رغم مظهره اللطيف، يغضب عندما يسخر الناس من قصر قامته.
- السيد أراشي: رئيس عرض المسوخ "القط الأحمر"، يظهر في البداية كرجل خير لكنه يجبر ميدوري على العمل كخادمة ويسمح بإساءة معاملتها. ينجذب إلى الأولاد الصغار ولديه ولع بـ"أوكولولينكتوس"، الذي يمارسه مع كانابون. يبدو أنه يهتم بالفرقة، لكنه في النهاية يأخذ أموال السيرك ويهجر المؤدين.
- موتشيسوتي: أبرص مشوه بلا أذرع ووجهه مغطى بالضمادات، يشبه مومياء. يؤدي عرض رماية بالقدم في العرض. موتشيسوتي بيدوفيلي يفضل الفتيات الصغيرات على النساء الأكبر سنًا، لذا يسيء إلى ميدوري، مدعيًا أنه يشعر بمشاعر تجاهها. يستخدم ماسام